# Villa Raffo
La Villa Raffo è una dimora aristocratica di campagna dal XVIII secolo, ubicata nel fondo Raffo a settentrione della piana di Palermo.
Sorge nella cosiddetta "Piana dei Colli", ampia area delimitata da Monte Pellegrino, Monte Billiemi e Monte Gallo, nella quale le famiglie della aristocrazia palermitana eressero nel Settecento le loro case di villeggiatura.

## Storia
La villa è stata realizzata nel '700 sulle strutture di un primitivo baglio rurale del XV secolo.
Verso la metà del XVIII secolo l'ordine religioso dei Gesuiti possedeva varie proprietà terriere, tra le quali anche quella della Villa.
Nel 1767, subito dopo l'espulsione dei Gesuiti da Napoli e dalla Sicilia, l'edificio divenne del Barone Giuseppe Maria Guggino, illustre magistrato, che la volle trasformare secondo le sue esigenze. Il Guggino operò nella villa numerosi cambiamenti per trasformare gli ambienti del "piano nobile", prima adibiti agli scopi della comunità gesuitica, a residenza signorile e fu modificato il prospetto principale che venne rivolto verso il mare con una doppia corte d'ingresso. Vi si accedeva dalla borgata di San Lorenzo tramite una strada chiamata "Via dei Quattro Pilastri", di cui probabilmente 2 di essi, ancora esistenti, sono quelli attraverso cui si accede al cortile della villa. 
Quindi, nel 1842 la proprietà venne acquistata dai fratelli Angelo e Nicolò Raffo, facoltosi commercianti, che risiedevano a Palermo nella non più esistente via Piedigrotta, nelle vicinanze della Cala. La famiglia Raffo era originaria di Chiavari in Liguria. Il prezzo di acquisto fu definito in 11.650 onze, come da sentenza definitiva di aggiudicazione della Seconda Camera del Tribunale Civile di Palermo a seguito del fallimento degli eredi Guggino.
Per disposizione testamentaria dell'ultimo discendente della famiglia Raffo, la villa fu suddivisa in quattro quote: una per la figlia Eleonora (senza prole) e tre per altrettanti enti che oggi si definirebbero "no profit".
La Villa, attorno al 1985, entrò nella disponibilità della Regione Sicilia. Nel 1992 sono stati avviati i lavori di recupero che, sospesi per un certo periodo, proseguono tuttora. Negli ultimi decenni, Villa Raffo è stata depredata del depredabile.

## Architettura

Salone da ballo affrescato

La villa, in stile Luigi XVI, si sviluppa su due piani: quello inferiore era riservato alle cucine e alle stanze di servizio, mentre il primo piano ai saloni di rappresentanza e alle camere dei proprietari. Sono presenti due terrazze speculari sui lati della villa, decorate con maioliche che richiamano le onde del mare, il quale era visibile su due fronti quando attorno alla villa non c'era altro che verde. Per ogni stanza che si affaccia sul fronte occidentale della villa troviamo un balconcino, e al centro del prospetto in alto è situato lo stemma della famiglia Gugino.

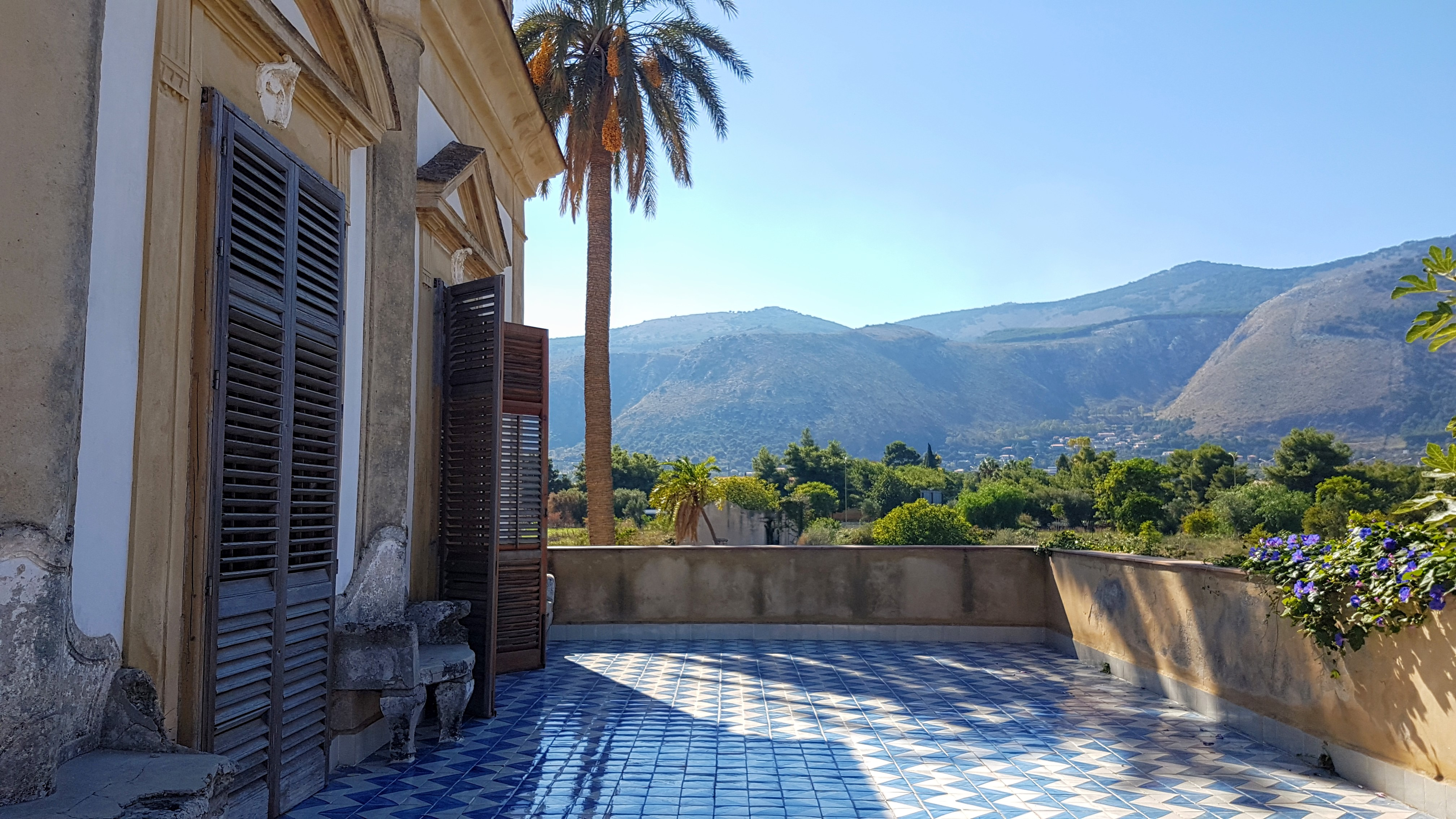
Vista dal terrazzo settentrionale

Sul fronte orientale troviamo invece degli edifici perimetrali che circondano il baglio di ingresso che originariamente venivano adibiti a magazzini e rimesse per attrezzature agricole. Entrando a sinistra si trova quella che era la cappella privata della villa, ormai sconsacrata e vandalizzata. 
All'interno i pochi affreschi che sono rimasti e i tetti finemente decorati con motivi floreali lasciano immaginare la sontuosità che un tempo caratterizzava la villa.

## Il sistema idrico
Durante i lavori di restauro è stato scoperto un interessante sistema idrico sotterraneo composto da pozzi e cunicoli, utilizzato per un lungo periodo per l'irrigazione e per il rifornimento idro-potabile in un territorio arido e privo di sorgenti. 
Un'indagine geo-archeologica e idrogeologica ha consentito di rilevare e studiare la tipologia e le caratteristiche del sistema d'acqua dalla captazione (tratto di presa per drenaggio della falda idrica) alla sua adduzione sotterranea, al sollevamento in superficie tramite ruota d'acqua (noria), stoccaggio nella cisterna (gebbia) distribuzione a valle nel canale di irrigazione (saja) e a monte a pressione nella condotta di terracotta tramite torre d'acqua. 
Il sistema attualmente secco per l'abbassamento del livello piezometrico della falda idrica libera, ritenuto erroneamente un qanat, deve il suo funzionamento a quattro pozzi allaccianti orizzontali, di drenaggio e trasporto al pozzo madre, orientati trasversalmente rispetto al gradiente idraulico della falda sotterranea. 
La presenza di un horst dolomitico emergente (come un iceberg) attraverso il terrazzo calcarenitico della pianura, ha costituito una barriera naturale insormontabile per lo scavo e la continuazione del cunicolo fino allo sbocco a valle.